# حبيل عسلة (طور الباحة)

تعديل مصدري - تعديل

حبيل عسلة هي إحدى قرى عزلة طور الباحة بمديرية طور الباحة التابعة لمحافظة لحج، بلغ تعداد سكانها 6 نسمة حسب تعداد اليمن لعام 2004.